# Shelter Cove
Shelter Cove est une census-designated place (CDP) située dans le comté de Humboldt, en Californie.
Elle se trouve sur la Lost Coast de Californie, là où la chaîne King (en) rencontre l'océan Pacifique. La population est de 693 habitants au recensement de 2010.
Un parcours de golf de neuf trous entoure l'aéroport de Shelter Cove (en) à une piste, au centre du quartier commercial de Shelter Cove.